# Носовское (озеро)
Носовское — пресноводное озеро на межселённой территории Онежского района Архангельской области.

## Общие сведения
Площадь озера — 2,6 км², площадь водосборного бассейна — 107 км². Располагается на высоте 163,3 метров над уровнем моря.
Форма озера продолговатая: оно на три километра вытянуто с севера на юг. Берега каменисто-песчаные, часто заболоченные.
Через озеро течёт река Мельничная, впадающая в реку Илексу, впадающую, в свою очередь, в Водлозеро.
Острова на озере отсутствуют.
Населённые пункты и автодороги вблизи водоёма отсутствуют. На восточном берегу располагается нежилая деревня Коркала. На западном — урочище Носовщина на месте опустевшей одноимённой деревни.
Код объекта в государственном водном реестре — 01040100311102000019176.